# Доев, Давид Тебоевич
Давид Тебоевич Доев (1912, Гизель, Пригородный район — 12 ноября 1943, Керчь, Крымская АССР) — старшина Рабоче-крестьянской Красной Армии, участник Великой Отечественной войны, Герой Советского Союза (1944, посмертно).

## Биография
Родился в 1912 году в селе Гизель (ныне — Пригородный район Северной Осетии) в крестьянской семье. Осетин. Получил неполное среднее образование, после чего работал в колхозе.
В 1941 году был призван на службу в Рабоче-крестьянскую Красную Армию Орджоникидзовским РВК Орджникидзовского края.
На Закавказском фронте с 08.1942 года. Кандидат в члены ВКП(б) с 1942 года.
Приказом №: 1/н от: 02.01.1943 года по 1133 сп 339 сд Закавказского фронта снайпер 6-й стрелковой роты 1133 сп, младший сержант Доев Давид Тебоевич награждён медалью «За отвагу» за уничтожение 31 вражеского солдата и офицера с ноября по декабрь 1942 года.
Награждён орденом Красной Звезды в феврале 1943 года за уничтожение 118 солдат и офицеров противника с ноября 1943 по февраль 1943 года.
К ноябрю 1943 года старшина Давид Доев был снайпером 1133-го стрелкового полка 339-й стрелковой дивизии 56-й армии Северо-Кавказского фронта. Отличился во время Керченско-Эльтигенской операции.
3 ноября 1943 года, пользуясь темнотой, Доев одним из первых переправился через Керченский пролив и высадился на побережье Керченского полуострова. Он принял активное участие в захвате немецких траншей. Во время отражения контратак противника он снайперским огнём подавил 12 огневых точек, уничтожил 25 вражеских солдат и офицеров. 12 ноября 1943 года старшина Доев погиб от разорвавшегося рядом с ним снаряда в бою за хутор Джанкой Крымской АССР. К тому времени на его личном счету было 226 убитых солдат и офицеров. Доев был похоронен в Керчи.
Приказом №: 23/н от: 18.11.1943 года по 16 стр.корпусу награждён орденом Отечественной войны 2-й степени за уничтожение во время боев на Кубани 128 солдат и офицеров противника.
Указом Президиума Верховного Совета СССР от 16 мая 1944 года за «образцовое выполнение боевых заданий командования на фронте борьбы с немецкими захватчиками и проявленные при этом мужество и героизм» старшина Давид Доев посмертно был удостоен высокого звания Героя Советского Союза. Также был награждён орденами Ленина, Отечественной войны 2-й степени и Красной Звезды.

## Память
Официально считается, что в 1952 году останки советских воинов из одиночных и братских могил, расположенных на территории поселка Войково (ныне микрорайон Керчи) и завода им. Войкова, были перезахоронены в одну братскую могилу, в городе Керчи по улице Войкова, у входа в парк культуры и отдыха им. Войкова.
В Украине — памятник истории местного значения. Приказ Министерства культуры Украины от 22.11.2012 № 1364, охранный № 339-АР.
В Российской Федерации с 20 декабря 2016 года — объект культурного наследия регионального значения. Братская могила советских воинов и Героев Советского Союза Ш. Ф. Алиева, А. К. Голощапова, Д. Т. Доева
 Объект культурного наследия народов РФ регионального значения. Рег. № 911710946920005 (ЕГРОКН)
В честь Доева названа керченская школа № 26, открыт памятник в селении Гизель.